# TEDOM
TEDOM a.s. je česká strojírenská firma, zabývající se vývojem a výrobou kogeneračních jednotek s plynovými spalovacími motory, plynových tepelných čerpadel a spalovacích motorů, vše vlastní konstrukce. Původně rodinná firma, působící ve více než 40 zemích světa, je od roku 2024 součástí japonského holdingu Yanmar Group.

## Historie

### Společnost s ručením omezeným
TEDOM byl založen jako společnost s ručením omezeným v Třebíči roku 1991. Zakladatelem byl Ing. Josef Jeleček. Název TEDOM vznikl jako zkratka slov TEplo DOMova.

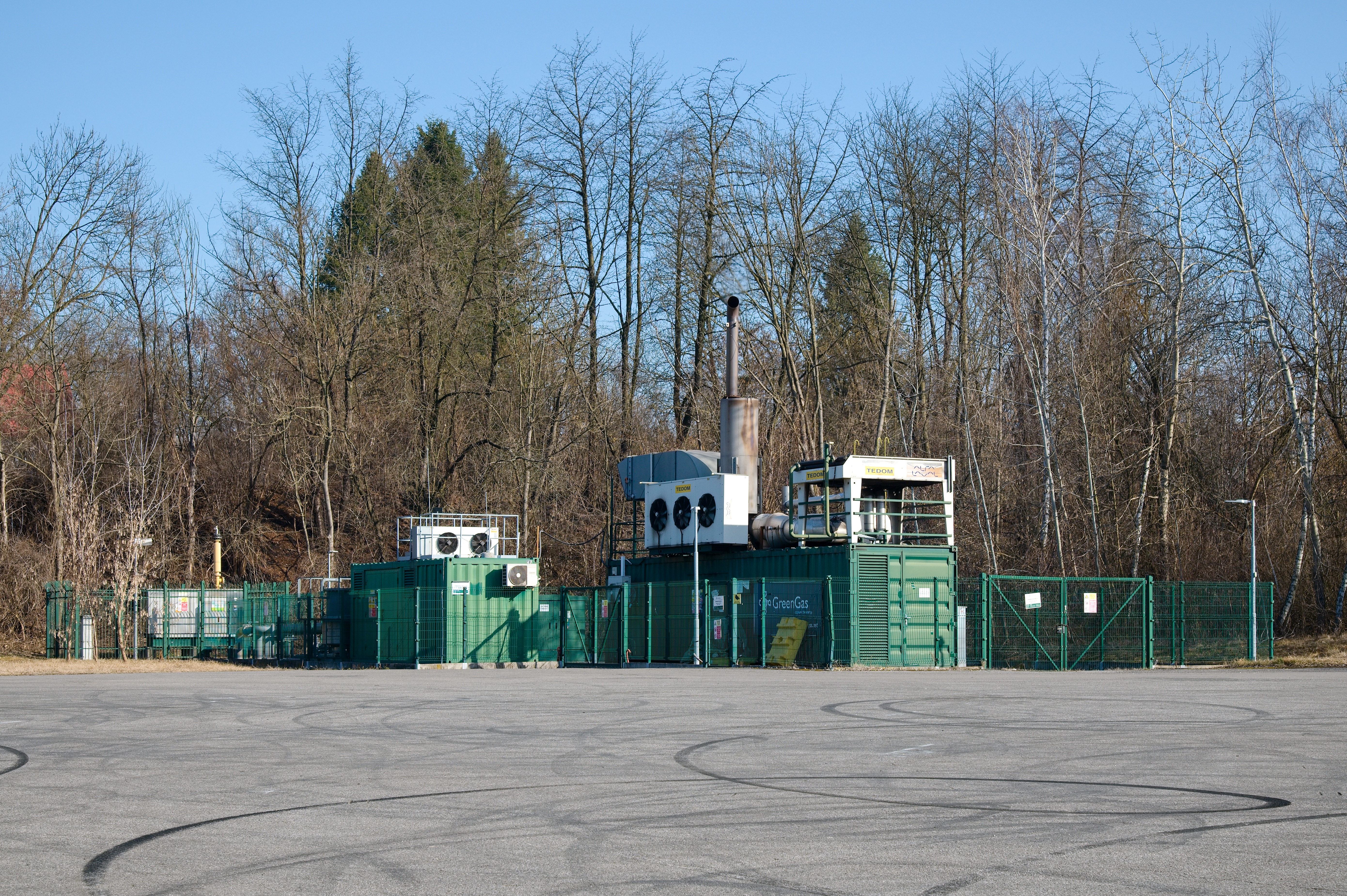
Kogenerační jednotka TEDOM v Orlové

Předmětem činnosti byl hned od začátku vývoj, výroba a prodej kogeneračních jednotek řady TEDOM MT s kapalinou chlazenými pístovými spalovacími motory, upravenými pro pohon plynem. První jednotka TEDOM MT 22 o výkonu 22 kW, která používala čtyřválcový zážehový motor Škoda 781 (z osobního automobilu typové řady Škoda Favorit), byla uvedena do provozu v tomto roce.
V roce 1993 byla zahájena úzká spolupráce se společností VKS s.r.o. v Hořovicích – ta se stala výrobcem strojních částí kogeneračních jednotek, zatímco TEDOM se soustředil na výrobu elektrických částí a prodej + regionální servis kogeneračních jednotek. V tomto roce byl vyvinut nový typ jednotky TEDOM MT 130A o výkonu 130 kW, který využíval dvanáctilitrový vznětový šestiválcový motor LIAZ konstrukční řady M630 (z nákladního automobilu typové řady LIAZ 100).

### Holdingová společnost
Od roku 1994 začal TEDOM postupně budovat holdingovou společnost. První dceřinou společností se stala Třebíčská tepelná společnost., která získala do pronájmu a následně začala provozovat tepelně-energetický systém města Třebíče. Druhá dceřiná společnost TEPLO Ivančice s.r.o. (zodpovědná za provoz tepelné soustavy města Ivančice) vznikla v roce 1996 a v roce 1997 vznikla třetí dceřiná společnost Jesenická tepelná společnost s.r.o. (provozující tepelnou soustavu města Jesenice). V roce 1999 vznikla společnost TEDOM Energo s.r.o. (původně Příborská tepelná společnost s.r.o.), která začala obstarávat většinu aktivit společnosti spjatých s výrobou elektřiny a tepla v rámci České republiky. V roce 2000 pak byla založena ještě společnost TENERGO Brno a.s., která se zabývala provozováním tepelně-energetických systémů na Slovensku.
V roce 2000 byly inovovány jednotlivé produkty a vznikly nové produktové řady Premi a CENTO. V roce 2001 se TEDOM soustředil i na oblast kogeneračních jednotek, které spalují bioplyn. V návaznosti na tuto aktivitu byla v roce 2002 představena nová řada kogeneračních jednotek TEDOM upravených pro spalování bioplynu a vznikla nová produktová řada QUANTO.
Roku 2003 TEDOM koupil v dražbě někdejší závod na výrobu motorů LIAZ v Jablonci nad Nisou, nově továrnu JAMOT (Jablonecká motorárna), která se stala součástí společnosti TEDOM s.r.o. jako samostatná divize Motory., v návaznosti na to byla v roce 2004 zahájena výroba nízkopodlažních městských autobusů a představen prototyp městského autobusu TEDOM, který byl osazen motorem TEDOM spalujícím stlačený zemní plyn (CNG). Téhož roku byla také instalována 1000. kogenerační jednotka vyrobená pod značkou TEDOM a společnost se také stala členem sdružení COGEN Europe (Evropské sdružení pro propagaci kogenerace)..
V roce 2005 byla uvedena nová produktová řada kogeneračních jednotek MICRO.[zdroj?]
V roce 2006 byl v Třebíči slavnostně otevřen nový výrobní závod TEDOM, ve kterém se začaly montovat nízkopodlažní městské autobusy. TEDOM dále vyráběl i nákladní automobily a motory pro modernizaci železničních vozů řady 810 na motorové jednotky řady 814.
V roce 2008 byla instalována 2000. kogenerační jednotka značky TEDOM. V tomto roce pak došlo k rozdělení holdingu TEDOM na dvě části: 25 % jmění přešlo na TTS Holding vyrábějící energii, 75 % zůstalo v TEDOM Holding pro vývoj a výrobu energetických technologií. Prvně jmenovaná byla po dohodě společníků oddělena ve prospěch společníka Richarda Horkého, který tak z TEDOMu odešel; hodnota transakce činila 60 milionů korun. Od té doby se TEDOM věnoval jen výrobě technologií.

### Akciová společnost
Roku 2010 proběhla fúze společností TEDOM s.r.o.; TEDOM ENERGO s.ro.; TEDOM CHP s.r.o.; Jesenická tepelná společnost s.r.o. a TEDOM Holding s.r.o. a vznikla nová akciová společnost TEDOM a.s..
Od roku 2011 působí na českém trhu společnost ČEZ Energo s.r.o. jakožto provozovatel tzv. rozptýlené elektrárny. Ta se v současné době[kdy?] skládá z bezmála 130 kogeneračních jednotek o celkovém výkonu přesahujícím 115 MW. Do roku 2020 ji společně provozovaly společnosti ČEZ a.s. a TEDOM. V souvislosti se vstupem společnosti Jet Investment a.s. do TEDOM došlo k prodeji 49,9% podílu TEDOMu v ČEZ Energo, který následně odkoupila společnost ČEZ ESCO, a.s. Ta se stává jediným vlastníkem ČEZ Energo.
V roce 2012 byla pro nízkou poptávku ukončena výroba městských autobusů. Zároveň byl vyvinut i nový výrobek – plynové tepelné čerpadlo POLO 100, které hned další rok získalo ocenění inovace roku v soutěži „Český energetický a ekologický projekt“. Ve stejném roce uzavřel TEDOM smlouvu s největší českou energetickou společností ČEZ na dodávku a servis kogeneračních jednotek: v průběhu pěti let měl TEDOM dodat více než 100 kogeneračních jednotek o celkovém elektrickém výkonu přesahujícím 100 MW.
Od roku 2013 se TEDOM pravidelně umisťuje v soutěži firem „Českých 100 nejlepších“. Téhož roku byl dokončen rozsáhlý zahraniční projekt v australském Sydney, kde TEDOM postavil dvě trigenerační centra o celkovém elektrickém výkonu 11,8 MW.
V roce 2016 oslavil TEDOM 25 let svého fungování a více než 3500 vyrobených kogeneračních jednotek značky TEDOM. Ve spolupráci s americkou společností Tecogen byl založen společný podnik TTCogen pro prodej kogeneračních jednotek TEDOM na území USA. Podíl společnosti TEDOM činil 50 %. TEDOM v tomto roce dále koupil německou společnost SCHNELL Motoren (jednoho z největších výrobců kogeneračních jednotek určených především do bioplynových stanic) s cílem více se prosadit se svými výrobky na německém trhu.. TEDOM převzal aktiva firmy včetně 300 zaměstnanců, výrobního závodu ve Wangenu a rozsáhlé servisní sítě. V témže roce získala společnost TEDOM ocenění od banky HSBC, stala se vítězem soutěže HSBC International Business Award.

### Skupina TEDOM
V roce 2017 vzniká TEDOM Group – skupina, ve které působí firmy majetkově spjaté se společností TEDOM. Všichni členové této skupiny se zabývají vývojem, výrobou, instalací nebo provozováním kogeneračních jednotek. Cílem skupiny je vzájemná podpora při výrobě a provozování energeticky úsporných zařízení pro kombinovanou výrobu elektřiny a tepla a při působení na zahraničních trzích. Členy skupiny byly TEDOM a.s. (Česko), TEDOM SCHNELL GmbH (Německo), TEDOM s.r.o. (Slovensko), TEDOM Poland SP.z o.o. (Polsko), OOO TEDOM-RU (Rusko), TEDOM USA Inc. (USA).[zdroj?]
V roce 2018 došlo k ukončení činnosti společného podniku TTCogen. TEDOM nadále působí na území USA prostřednictvím své dceřiné společnosti TEDOM USA Inc.[zdroj?]
V roce 2019 nabyla společnost Jet Investment a.s. prostřednictvím svého fondu kvalifikovaných investorů Jet2 55% podíl ve společnosti TEDOM, a.s. V roce 2020 došlo k dokončení celého odkupu společnosti, kdy fond Jet2 získal i zbylých 45 %, které bylo ve vlastnictví kyperské společnosti Moufleco Holdings Ltd. Jet investment se stal jediným akcionářem v TEDOM i v přidružených firmách. Současně došlo k převodu 49,9% podílu společnosti ČEZ Energo s.r.o. ve vlastnictví společnosti TEDOM na společnost ČEZ ESCO, a.s.
V roce 2020 byla uvedena nová produktová řada kogeneračních jednotek FLEXI.
4. září 2024 investiční společnost Jet Investment dohodla prodej skupiny TEDOM japonské skupině Yanmar Group. Ta se, po schválení transakce příslušnými regulačními úřady, stane jejím 100% vlastníkem.

## Výrobky TEDOM

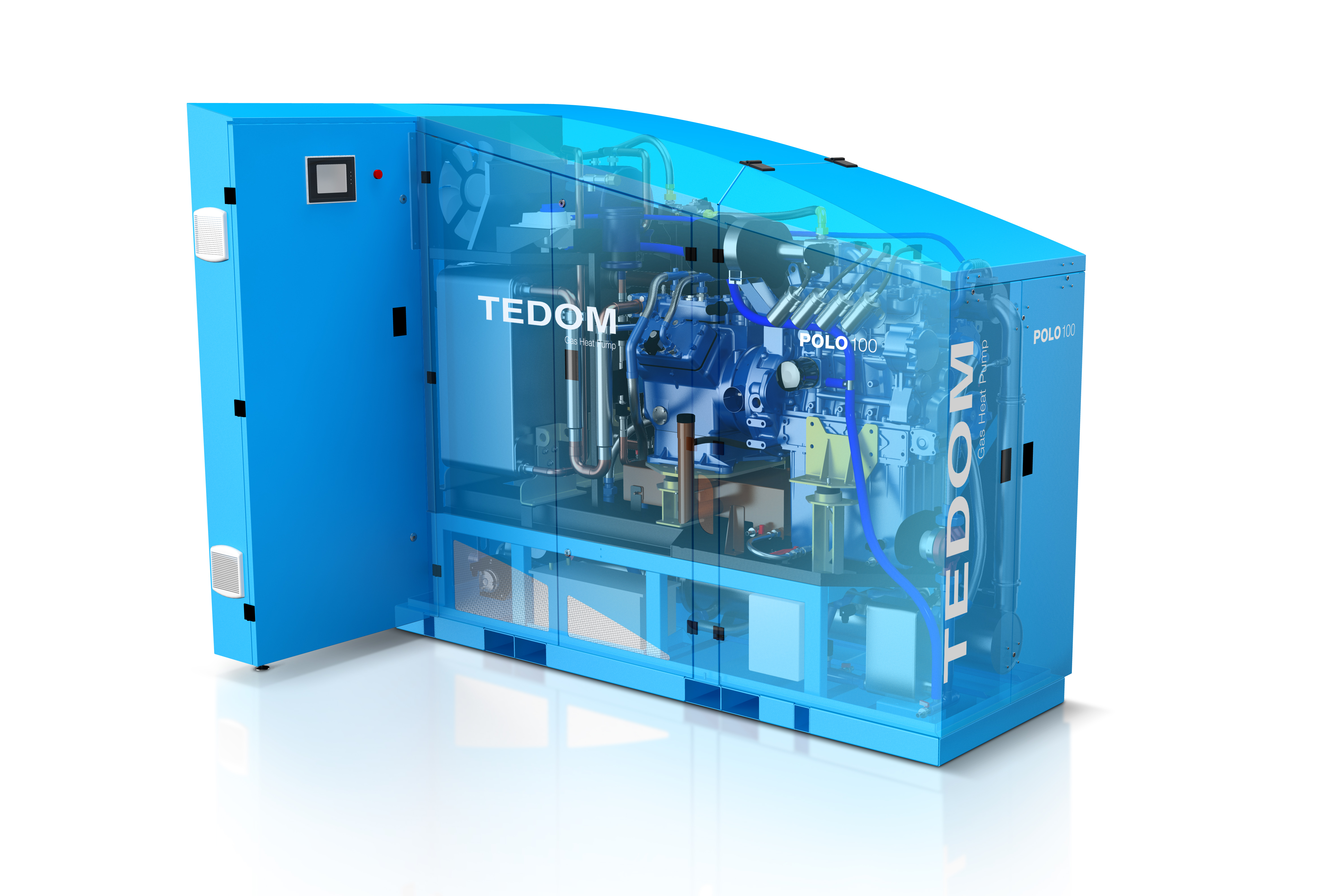
Plynové tepelné čerpadlo TEDOM POLO 100

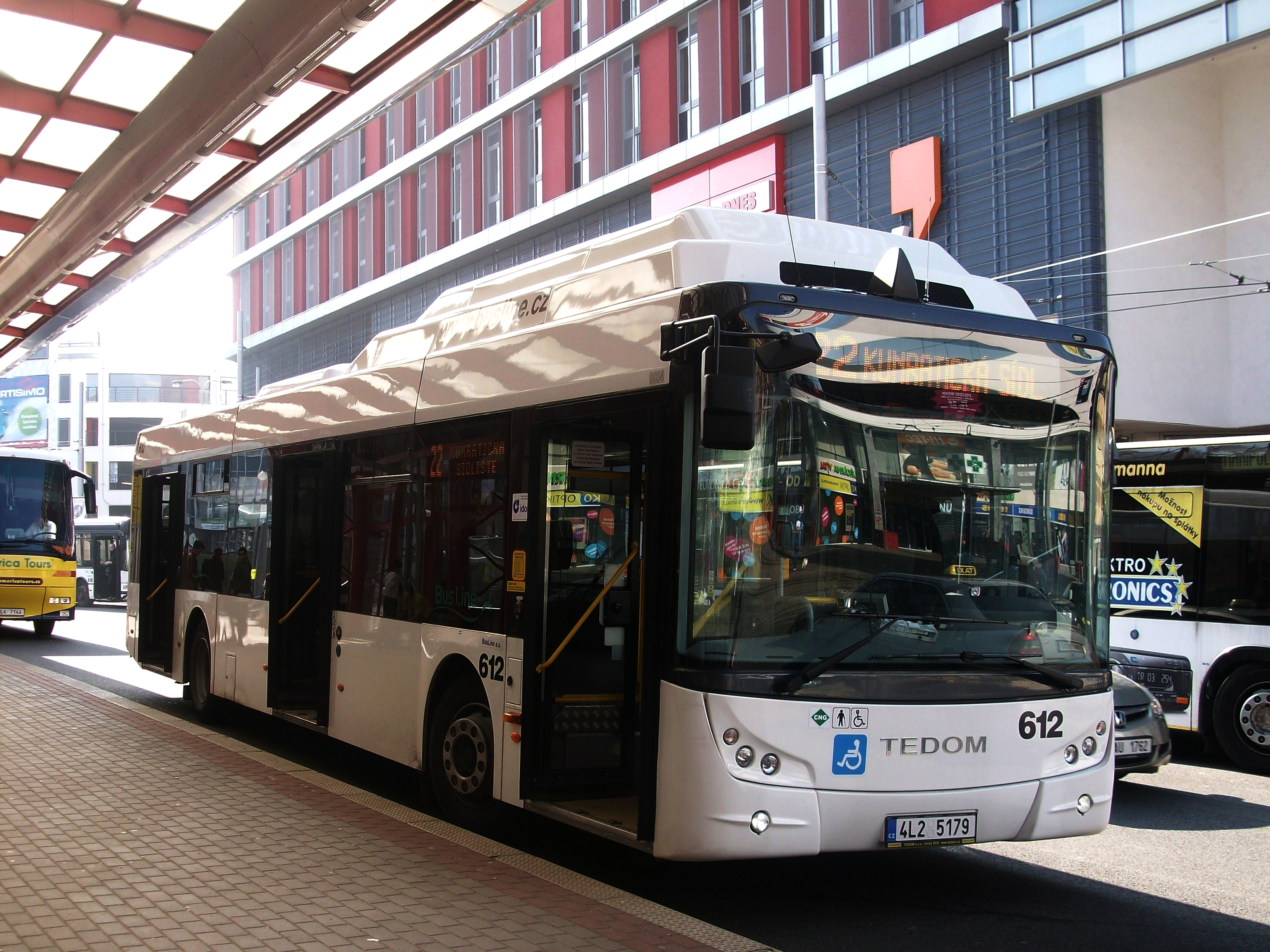
Autobus TEDOM C 12 G

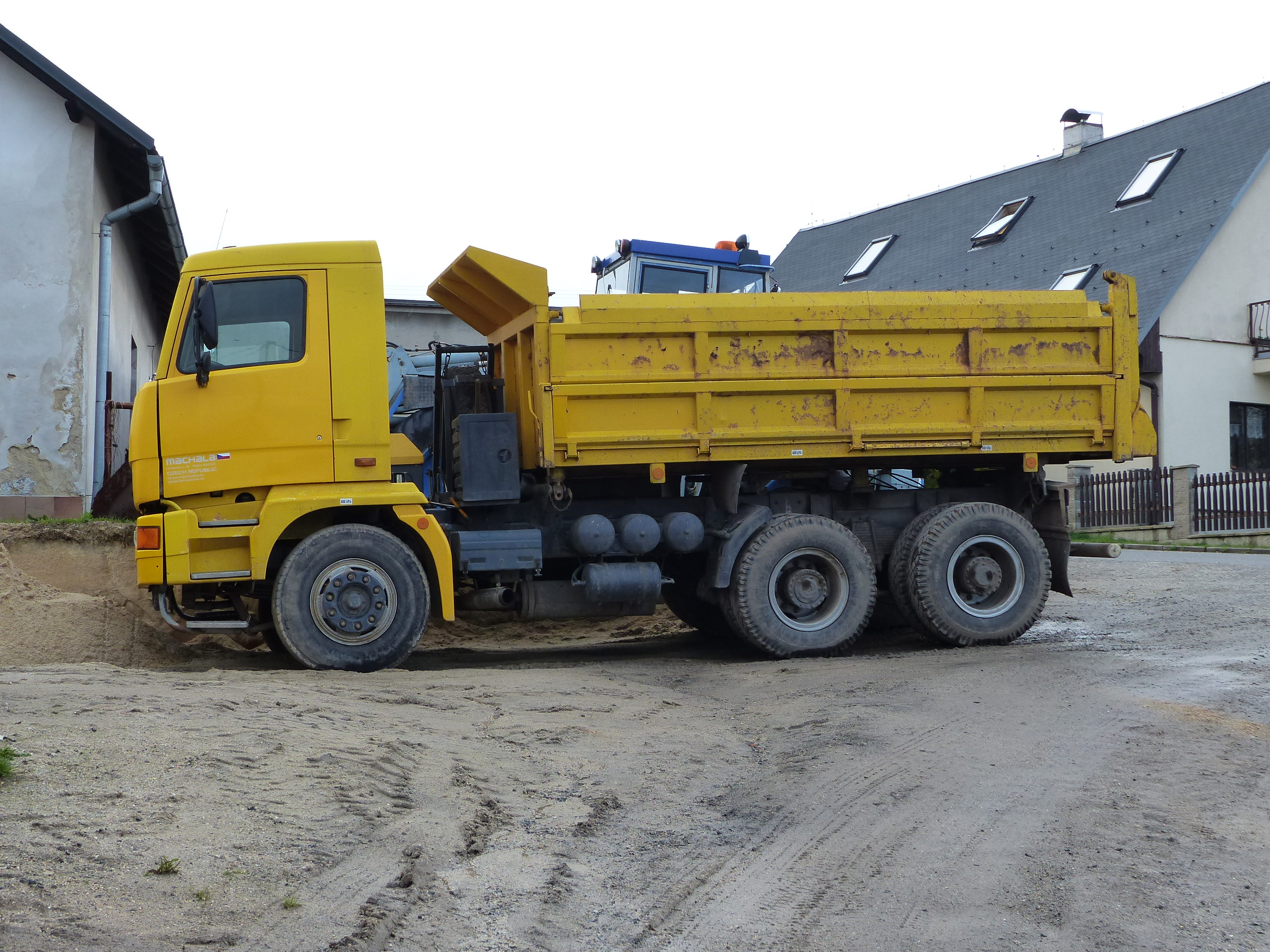
Nákladní automobil TEDOM FOX

TEDOM se zabývá vývojem, výrobou, instalací a provozováním kogeneračních jednotek pro kombinovanou výrobu tepla a elektřiny, v některých případech i trigeneračními pro kombinovanou výrobu tepla a elektřiny a pro odběr tepla (= „výrobu chladu“).
Kogenerační jednotky vyrábí TEDOM ve dvou základních konfiguracích, a to s frekvencí výstupního elektrického napětí 50 hertzů (určené převážně pro evropský trh) nebo 60 hertzů (určené převážně pro americký trh). Jsou nabízeny ve čtyřech produktových řadách:[zdroj?]
- MICRO – elektrický výkon do 50 kW
- CENTO – elektrický výkon do 220 kW, v případě trigenerační jednotky do 200 kW
- FLEXI – elektrický výkon do 555 kW
- QUANTO – elektrický výkon do 4,5 MW při 50 Hz nebo do 2 MW při 60 Hz.

Vedle motorů vlastní výroby používá TEDOM ve svých kogeneračních jednotkách i motory značky Kubota, Liebherr, MAN, MWM a Scania. Většina jednotek může jako palivo využívat zemní plyn, bioplyn, skládkový plyn nebo i důlní plyn. Jednotky jsou dále modifikovány podle určení: bezkapotové (pro instalace do odhlučněných prostor), kapotované (pro vnitřní instalace), kontejnerové (pro venkovní instalace).
Dále společnost nabízí příslušenství spjaté s provozováním kogeneračních jednotek (zařízení na úpravu plynu, spalinové výměníky, ekonomizéry a další).[zdroj?]

## Bývalé výrobky TEDOM

### GHP jednotky
- Plynové tepelné čerpadlo POLO 100 (2012–2020)[zdroj?]

### Silniční technika
Od roku 2004 začal TEDOM v rámci divize Autobusy vyrábět nízkopodlažní městské autobusy poháněné motory na zemní plyn. Potřebné know-how společnost získala koupí licence od italského výrobce Mauri. Ve spojitosti s touto obchodní činností vznikl v Třebíči nový výrobní závod. Z původně plánovaných tisíců kusů se však podařilo vyrobit jen 177 autobusů, které byly dodány především do České republiky (76 vozů), na Slovensko (63 vozů), do Bulharska (31 vozů), do Polska (4 vozy) a do Německa (3 vozy). V lednu roku 2012 se TEDOM kvůli nedostatku zakázek rozhodl výrobu zastavit.
- TEDOM Kronos 123 a TEDOM C 12 – městské autobusy
- TEDOM Kronos 122 a TEDOM L 12 – meziměstské autobusy
- TEDOM C 18 – prototyp městského kloubového autobusu.

Roku 2006 vznikla společnost TEDOM Truck s.r.o. jakožto dceřiná společnost TEDOM, která se snažila navázat na právě ukončenou výrobu nákladních automobilů LIAZ. Potřebné know-how pro výrobu vozidel, založených na konstrukci LIAZ 300 a LIAZ 400, souviselo s koupí jablonecké motorárny. Protože však ochrannou známku LIAZ (resp. Škoda LIAZ) nebyla předmětem prodeje, byly vozy vyráběny a prodávány pod obchodní známkou TEDOM Fox, a to buď jako TEDOM-D (se vznětovým motorem původní konstrukce LIAZ M1.2C), nebo jako TEDOM G (s motorem na základě LIAZ M1.2G, přestavěným na zážehový). Za svoji existenci však společnost dodala celkem pouze 19 kusů nákladních automobilů (z toho však většina vznikla přestavbou starších vozů LIAZ, které dodali soukromí zájemci) a v roce 2009 skončila po rozhodnutí valné hromady v likvidaci.

## Organizace společnosti TEDOM (2015)
Společnost TEDOM měla v roce 2015 v České republice 4 pobočky:
- Výčapy – zde se nachází oficiální sídlo společnosti, dále zde sídlí servisní středisko a nachází se zde i centrální sklad náhradních dílů a elektro výroba;
- Třebíč – zde sídlí vedení společnosti, obchodní oddělení a zároveň zde probíhá sériová montáž kogeneračních jednotek MICRO a CENTO a FLEXI;
- Jablonec nad Nisou – zde se vyrábí motory TEDOM a repasují se zde také spalovací motory různých světových značek;
- Hořovice – zde probíhá vývoj kogeneračních jednotek a výroba jednotek řady QUANTO.

Vedení společnosti k 31. 12. 2015:[zdroj?]
- Předseda představenstva: Ing. Oldřich Šoba, Ph.D.
- První místopředseda: Mgr. Ing. Vladimír Hlavinka
- Druhý místopředseda: Ing. Marek Malík, MBA
- Členové představenstva: Ing Igor Fait, Ing. Tomáš Sameš, Ing. Miloslav Kužela, Ph.D.

Dceřiné společnosti k 31. 12. 2015:[zdroj?]
- TEDOM s.r.o.; Slovensko; výše podílu: 100 %
- TEDOM Poland Sp.z.o.o.; Polsko; výše podílu: 100 %
- TEDOM-RU; Rusko; výše podílu: 100 %
- TEDOM USA Inc.; USA; výše podílu: 100 %
- SCHNELL GmbH; Německo; výše podílu: 100 %